# Ejército del Ebro
El Ejército del Ebro fue una unidad militar del Ejército Popular de la República que participó en la Guerra Civil Española. Este ejército es conocido por haber sido el encargado de lanzar la ofensiva del Ebro, participando posteriormente en la campaña de Cataluña. Estuvo al mando el coronel Juan Guilloto León «Modesto».

## Orígenes
En abril de 1938 se creó la «Agrupación Autónoma del Ebro», una formación para agrupar a las unidades republicanas que habían quedado aisladas al norte del Ebro. La Agrupación del Ebro se encargaría de defender la franja del Ebro de posibles penetraciones franquistas, a pesar de que Franco ya había optado por dirigirse hacia Valencia para evitar una intervención francesa si este lanzaba una campaña en Cataluña. No obstante, las fuerzas republicanas se reorganizan y se crea un nuevo Cuerpo de Ejército, el XV Cuerpo de Ejército, quedando así establecidas las fuerzas de la Agrupación del Ebro. La nueva reorganización requirió importantes levas de y llamamiento de reservistas para cubrir las pérdidas ocurridas durante la retirada de Aragón, la conocida como «Quinta del biberón».
Como estaba previsto, el mando de la nueva agrupación recayó en Juan Guilloto León «Modesto», que formó su nuevo cuartel general con veteranos del V Cuerpo. Su jefe de Estado Mayor seguía siendo el mayor de ingenieros José Sánchez Rodríguez, mientras que el cargo de comisario lo ostentaba Luis Delage, que también lo había sido en el V Cuerpo. El nuevo «XV Cuerpo» recibió las divisiones 35.ª, 3.ª y 42.ª —antes denominada División «C»—, mientras que los cuerpos XII y XVIII también recibieron fuertes refuerzos en hombres y material (ya que la frontera francesa se había vuelto a abrir para el tránsito de armamento soviético). El 29 de mayo quedaba creado el Ejército del Ebro heredando las unidades de la antigua Agrupación del Ebro e integrando al XII Cuerpo de Ejército. Así pues, quedaba organizado con 3 cuerpos de ejército, 9 divisiones y 29 brigadas mixtas, bajo el apoyo de 120 blindados y carros de combate así como de 200 piezas de artillería de campaña y cobertura de equipos antiaéreos. Todo este material había llegado tras la reapertura de la frontera francesa el 17 de marzo y había sido vital para la reconstitución de las fuerzas republicanas, a pesar de que había sido cerrada de nuevo a mediados de junio.

## Historial de operaciones

### Batalla del Ebro
Tras la llegada de las tropas sublevadas al Mediterráneo (en Vinaroz), el territorio controlado por el gobierno republicano ha quedado partido en dos. Las tropas que se han retirado de Aragón y de otros puntos del sur de Aragón han retrocedido hasta la margen izquierda del Ebro, por lo que, en estas condiciones, la presión militar ejercida sobre Valencia y en general sobre todo el Levante se hace insostenible, ya que las tropas franquistas tratan por todos los medios de ensanchar la cuña que separa ambas zonas en poder de los republicanos. A la vista de la situación, el general Vicente Rojo, jefe del Estado Mayor Central republicano, diseña un plan para obligar a los sublevados a distraer fuerzas del ataque a Valencia y así aliviar la situación del ejército de Levante. El plan de Rojo consiste en lanzar una ofensiva, masiva y por sorpresa, sobre las fuerzas sublevadas que guarnecen la margen derecha del río Ebro. La operación constituyó un hecho audaz y sorprendente, puesto que en los tratados de táctica militar los ríos caudalosos como el Ebro eran considerados poco menos que barreras infranqueables.

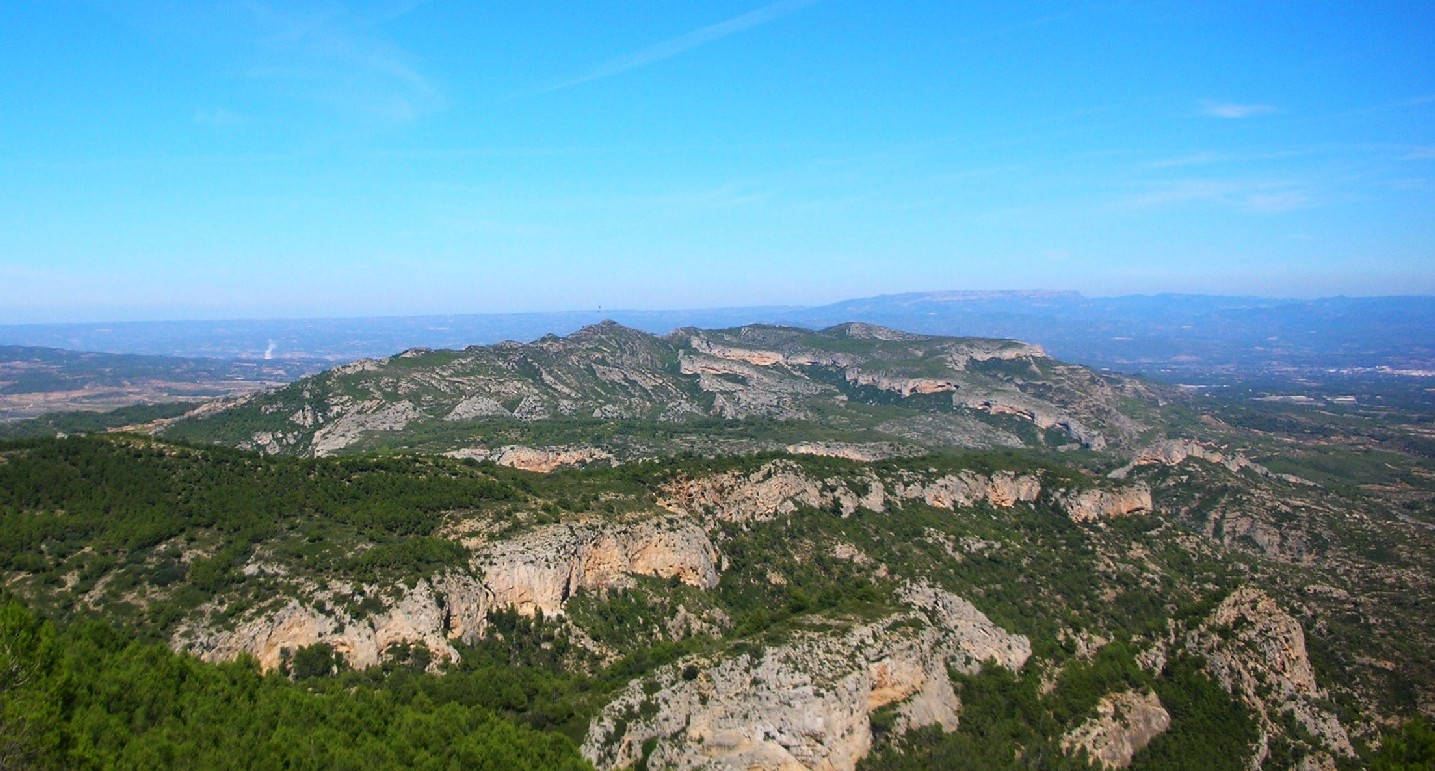
Vista de la Sierra de Pandols, lugar donde se libraron encarnizados combates durante la Batalla del Ebro.

Con un día de retraso sobre el plan previsto, la ofensiva comienza poco antes de las 00:00 h. del 25 de julio. El principal cruce del río fue realizado por las fuerzas del V Cuerpo de Ejército (Líster) y el XV Cuerpo (Tagüeña) en la zona comprendida entre Ribarroja, Flix y Ascó. Estas fuerzas cuentan con apoyo de artillería y en rápido avance, aún con falta de transporte motorizado, ocupan en los dos días siguientes las sierras de la Fatarella, Pàndols y Cavalls, y logran llegar a las inmediaciones de Gandesa y Villalba de los Arcos, estableciendo la que sería la línea de máxima penetración del ejército republicano.
Asimismo, y con el objeto de distraer la atención del enemigo, se realizaron otros dos pasos menores: Uno por el norte, a cargo de la 42.ª División, que con 9.500 hombres cruza el río entre Mequinenza y Fayón, consiguiendo establecer una cabeza de puente y llegar hasta los Altos de los Auts, cortando la carretera que une Fayón con Mequinenza. Y otro por el sur, en el sector de Amposta a cargo de la 45.ª División. Este cruce de fuerzas resultó fallido, al ser prematuramente descubierto por los sublevados, y provocó graves pérdidas a la 45.ª División después de retirarse. No obstante el éxito inicial, los problemas de aprovisionamiento y de cruce para nuevas tropas se incrementan, debido al contraataque de los sublevados y a la presencia de la aviación de la Legión Cóndor, que efectúa ataques masivos sobre los medios de paso del río, sin otra respuesta que la de la artillería antiaérea, dado que, inexplicablemente, las unidades aéreas de la República tardaron más de dos días en actuar. Se llegó a proponer el bombardeo de Gandesa por la aviación republicana, pero este tampoco se llevó a cabo. Otro problema añadido es la apertura por los sublevados, informados por un ingeniero de la compañía hidroeléctrica, de las compuertas de los embalses de Tremp y Camarasa, situados aguas arriba en la provincia de Lérida. La apertura de compuertas provoca una gran crecida del río que arrastra hombres, camiones y pasarelas que saltan por los aires, tanto por la fuerza del agua como por el choque de troncos con explosivos adosados lanzados por las fuerzas sublevados. A pesar de todo, los ingenieros republicanos adquirirán una gran práctica a la hora de reconstruir pasarelas.
A lo largo de toda la batalla, aunque habrá numerosos bombardeos y ataques contra las pasarelas, la capacidad de los ingenieros republicanos minimizará el efecto de éstos, además de la defensa antiaérea republicana, que durante la batalla del Ebro alcanza su madurez. Después de meses de combates, los sublevados solo habían avanzado un par de kilómetros y establecido una pequeña cuña dentro del territorio republicano, que originalmente estos habían reconquistado en el mes de julio.
Pero el 30 de octubre empezó la contraofensiva final de los franquistas en el Ebro. El punto de ataque estaba en el paso de un kilómetro y medio de anchura al norte de la Sierra de Cavalls. Durante 3 horas, después del amanecer, las posiciones republicanas fueron sometidas al bombardeo de 175 baterías de los sublevados y más de 100 aviones. La batalla en las cumbres de Cavalls se prolongó durante todo el día, pero, por la noche, aquellas montañas habían caído en manos de los sublevados y con ellas 19 posiciones fortificadas y toda la red de defensas republicanas. La caída de Cavalls supuso un duro golpe para la República, ya que aquellas posiciones dominaban toda la región.

### Los republicanos vuelven a cruzar el río

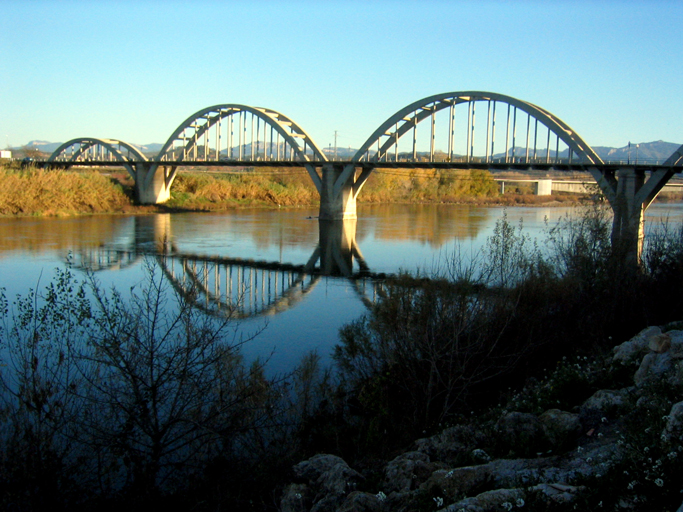
Puente metálico de Mora de Ebro. Fue reconstruido tras la guerra.

La noche del 1 al 2 de noviembre fueron asaltadas las alturas de «Pàndols», la única cota de terreno que permanecía aún en menos de la República. El día 3, avanzando a través de Pinell, las fuerzas de Yagüe llegaron al río Ebro y con ello cumplían uno de sus objetivos pendientes desde que comenzase la batalla. Todo el flanco sur republicano se vino abajo y las fuerzas de Líster hubieron de cruzar el río, al tiempo que el 7 caía Mora la Nueva. Los nacionalistas lanzaron un ataque masivo contra un altozano conocido como «Picosa», donde los republicanos se habían atrincherado con gran habilidad. Sin embargo, tras la caída de «Picosa», la acometida de los blindados nacionalistas terminó de convencer a la República de que la batalla del Ebro estaba perdida.
El 10 de noviembre solo quedaban seis baterías republicanas al oeste del Ebro, y las últimas posiciones republicanas fueron abandonadas deliberadamente. Las últimas operaciones militares se realizaron al tiempo que caían las primeras nevadas, en un campo de batalla que, antes, el calor de agosto había hecho intolerable. A la caída de la tarde del 15 de noviembre, bajo las órdenes de Manuel Tagüeña, todo está preparado en Flix para el cruce del río (esta vez en sentido inverso) de las tropas republicanas que se han ido replegando y a las cuatro y media de la madrugada, ya día 16, los últimos combatientes republicanos del Ebro han cruzado a la margen izquierda. Después de haber evacuado el material de guerra y a los últimos soldados, Tagüeña ordenó volar el puente de hierro de Flix. Yagüe entró en Ribarroja el 18 de noviembre, volviendo a reconstituir la línea defensiva que los republicanos habían roto el 25 de julio.

### Ofensiva del Segre
Los combates del Ebro dejaron muy quebrantadas a las fuerzas republicanas, sobre todo a estas alturas de la guerra en que era muy difícil reponer material bélico y hombres perdidos. El 23 de diciembre de 1938 las tropas franquistas empezaron su ataque a lo largo de los ríos Segre y Noguera Pallaresa, rompiendo el frente republicano ese mismo día. Para evitar una penetración masiva de atacantes, el gobierno de la República envió al V Cuerpo de Ejército bajo el mando de Enrique Líster, quien contuvo la ofensiva durante 12 días, evitando que las tropas franquistas penetrasen masivamente por el vértice de los ríos Ebro y Segre. La creciente del caudal del Ebro impide que las tropas marroquíes del general Juan Yagüe atraviesen el río y, de este modo, que se ataque el sector sur de las defensas republicanas.
El ataque de los sublevados se estancó hasta que, el 3 de enero de 1939, un ataque de carros de combates forzó una retirada republicana, mientras que ese mismo día las unidades franquistas de Yagüe logran cruzar el Ebro y atacaron a los republicanos por el flanco sur, amenazándolos con un gran cerco. Al día siguiente los rebeldes atacan la población de Borjas Blancas, rompiendo de nuevo el frente y causando una retirada transformada en fuga que la destreza de Líster pudo contener momentáneamente. El 5 de enero caen Borjas Blancas y Artesa de Segre en poder de los rebeldes, y la retirada republicana dejó expuesto un gran sector del frente. Las tropas republicanas que aún defendían este vértice entre el Ebro y el Segre se retiran rápidamente ante la amenaza de quedar cercadas, mientras los franquistas fijaron una cabeza de puente en Ascó.

### La retirada a la frontera francesa
Tras la dura resistencia en el Frente del Segre, quedaba abierta la retirada, que ya no se detendría hasta la frontera francesa. Así, el Ejército del Ebro cubrió la retirada por la zona costera hasta alcanzar Barcelona (donde se pretendía organizar una resistencia evocando a Madrid en 1936), de la cual acabaron retirándose las unidades como la 11.ª División y los Cuerpos de Ejército V y XV. Lo cierto es que para estas fechas el Ejército del Ebro era más una unidad sobre el papel que a la hora de combatir: se encontraba muy mermado en efectivos tanto humanos como materiales, si bien mantuvo una dura resistencia en la medida de sus posibilidades. En una de las últimas páginas de su diario, el presidente Azaña relata una visita efectuada por él al Cuartel General de Hernández Saravia:

«Enorme desastre. Ha desaparecido el Ejército. Los del Ebro casi sin combatir. Peor que lo de Abril»
Manuel Azaña, Diarios de Azaña, Vol. IV, p. 90

A comienzos de febrero, los restos del Ejército del Ebro llegaron al norte de Cataluña, donde intentaron organizar una línea de defensa aprovechando el nuevo material militar que estaba llegando al otro lado de la frontera francesa. La estrategia era: resistir hasta que estallara en Europa la guerra entre el fascismo y el resto de los países, para así forzar a otras naciones a entrar en el conflicto. Modesto pretendía evacuar a Francia los restos del Ejército del Ebro para, una vez allí, trasladarlos a la zona central para continuar la lucha, aunque fue una idea completamente fuera de lugar para las circunstancias reales. Entre el 5 y el 10 de febrero la mayoría de las últimas unidades del Ejército del Ebro cruzaron la frontera. Allí los restos del destartalado ejército fueron desarmados e internados en campos de concentración, desapareciendo finalmente.

## Mandos
Comandantes
- coronel de milicias Juan Guilloto León;[28]

Comisarios políticos
- Luis Delage García, del PCE;[29][30]

Jefes de Estado Mayor
- coronel de ingenieros José Sánchez Rodríguez;[31][32]
  - 2.º jefe de Estado Mayor: capitán de infantería Enrique Fábregas Carrión;
  - 1.ª Sección: mayor de milicias Benjamín J. Iseli Andrés;
  - 2.ª Sección: capitán de milicias Pedro Martínez Martínez;
  - 3.ª Sección: capitán de artillería Manuel Balanzat Cuartero;
  - 4.ª Sección: comandante de intendencia Antonio Sanz Neira;
  - 5.ª Sección: capitán de milicias Pedro Benito;

Comandante general de artillería
- teniente coronel de artillería Manuel Goiri García;[33]

Comandante general de ingenieros
- teniente coronel de ingenieros Ovidio Botella Pastor;[33]

## Orden de batalla
El 25 de julio de 1938, antes de lanzarse la ofensiva republicana sobre el Ebro, este era el orden de combate de las fuerzas que componían el Ejército del Ebro:

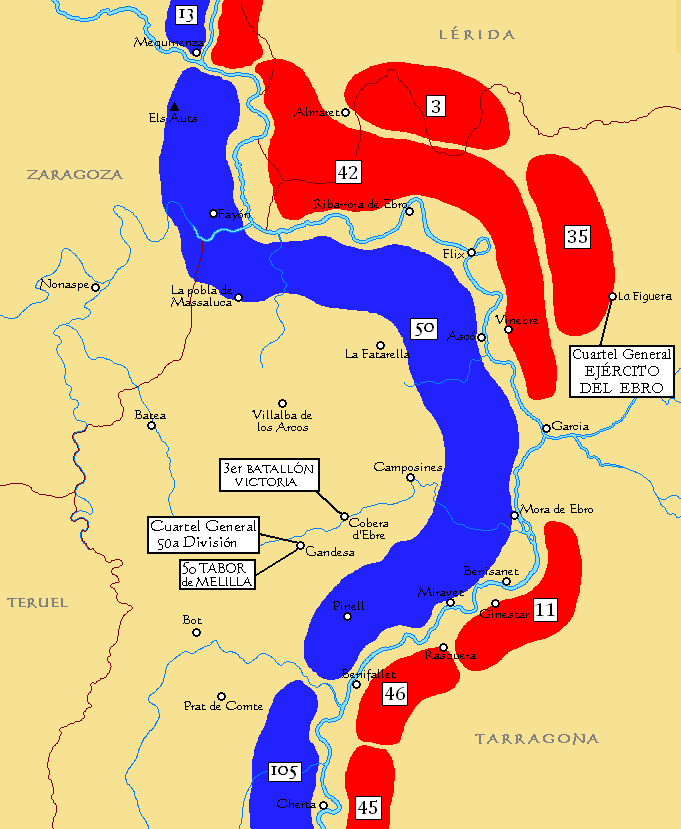
Distribución de las fuerzas del Ejército del Ebro a las 00:15 del 25 de julio.

- El XV Cuerpo de Ejército, dirigido por el teniente coronel Manuel Tagüeña y compuesto por las siguientes divisiones:
  - 35.ª División internacional a las órdenes del mayor Pedro Mateo Merino (con las brigadas XI, XIII y XV);
  - 3.ª División, a las órdenes del mayor Esteban Cabezos Morente (con las brigadas 31.ª, 33.ª y 60.ª brigadas);
  - 42.ª División, bajo el mando del mayor Manuel Álvarez Álvarez (con las brigadas 226.ª, 227.ª y 59.ª);

- El V Cuerpo de Ejército, a las órdenes del teniente coronel Enrique Líster y compuesto por las siguientes divisiones:
  - La 11.ª División al mando del mayor Joaquín Rodríguez (con las brigadas 1.ª, 9.ª y 100.ª);
  - La 46.ª División al mando del mayor Valentín González «El Campesino» (con las brigadas 10.ª, 37.ª y 101.ª);
  - La 45.ª División internacional al mando del teniente coronel Hans Kahle (con las brigadas XII, la XIV y la CXXIX);

- El XII Cuerpo de Ejército, a las órdenes del teniente coronel Etelvino Vega y compuesto por:
  - La 16.ª División, al mando del mayor Manuel Mora (con las brigadas 23.ª, 24.ª y 149.ª);
  - La 44.ª División, al mando de Ramón Pastor Llorens (con las brigadas 140.ª, 144.ª y 145.ª);
  - La 56.ª División, al mando del teniente coronel Ricardo Gómez García (con las brigadas 56.ª, 3.ª y 179.ª);

Además de estas fuerzas principales, actuaron dentro o como apoyo del Ejército del Ebro el XVIII Cuerpo de Ejército (a las órdenes del teniente coronel José del Barrio y que actuó como reserva táctica), así como el 3.er Regimiento de caballería, una agrupación de artillería antiaérea, una sección de tanques y numerosos pontones y medios de paso.

## En la cultura popular
El «¡Ay, Carmela!» (también conocida como «El Ejército del Ebro» o «Paso del Ebro») es una canción anarquista de la Guerra Civil Española, compuesta originalmente en 1808 contra la invasión francesa en la Guerra de la Independencia y recuperada por los soldados del lado republicano en la guerra civil. Fue por esta canción que la fama del Ejército del Ebro llegó a toda la población tanto de uno como de otro bando.